# جعلوني (هيما)
جعلوني منطقة سكنية تقع في ولاية هيما، التابعة لمحافظة الوسطى في سلطنة عمان. يقدر عدد سكانها بـ 6 نسمة حسب إحصاء عام 2010 التابع للمركز الوطني للإحصاء والمعلومات الحكومي. رمز المنطقة هو 110120651.

## الوصلات الخارجية
- المركز الوطني للإحصاء والمعلومات، سلطنة عمان